# Kasper Salto
Kasper Salto né le 14 février  1967 est un designer industriel danois, connu pour sa conception de meubles. Il est le petit-fils du peintre, céramiste et écrivain Axel Salto.

## Biographie
Kasper Salto est né le 14 février 1967 à Copenhague, fils de l'artiste Naja Salto et petit-fils du céramiste Axel Salto.
Il travaille dans un premier temps chez un ébéniste avant de suivre les cours de Danish Design School et en sort diplômé en 1994. De 1994 à 98 il travaille pour le designer Rud Thygesen. À cette période, il rencontre Peter Staerk : leur amitié aura une grande influence sur sa vie professionnelle. En 1997, il dessine la chaise « Runner chair » pour Peter Staerk qui la rend célèbre au Danemark mais aussi à l'étranger.
En 1998 Salto ouvre son propre studio de design, travaillant pour des entreprises telles que Fritz Hansen, DubaB8, Engelbrechts et Lightyears.  En 2003 il ouvre un nouveau bureau, Salto & Sigsgaard, avec l'architecte Thomas Sigsgaard.
En 2013, il dessine une nouvelle chaise pour la salle du Conseil de l'ONU et en 2020, il conçoit UVBench, un banc à UV en plein épisode de Covid-19.

## Quelques réalisations
- Chaise Runner, DubaB8
- Chaise ICE[3],  Fritz Hansen A/S
- Chaise NAP [3],  Fritz Hansen A/S
- Table Pluralis

## Distinctions
Ses prix et distinctions sont les suivantes:
- 1998 Spectrum Award for Product Excellence, London
- 1999 ID-prisen, Runner chair, DK
- 1999 G Prize, Japan
- 2003 Red Dot Award, Germany
- 2003 Danish Furniture Award, DK
- 2003 Le Grand Prix du Design, France
- 2005 Knud V. Engelhardts Grant, DK
- 2010 Finn Juul Prize, DK
- 2010 Danish Design award
- 2010 Designer of the year, Bo Bedre
- 2010 Design Week Award for the NAP chair
- 2011 Salto & Sigsgaard, winners of the competition “New furniture for The Trusteeship Council chamber in United Nations, NY.”
- 2012 Thorvald Bindesbøll medaljen
- 2013	Reddot design award, Germany

## Expositions
Ses expositions sont les suivantes:
- Cabinetmaker's Guild Exhibition, Copenhagen (1997, 1998, 1999)
- The Design Yearbook, Copenhagen (curated by Philippe Starck (1997)
- Spectrum, London (1998)
- Living Danish Design, London (1999)
- Walk the Plank I & II, Danish Museum of Art & Design, Copenhagen (2000 and 2004)
- The Danish Wave, various locations (2000)
- Le Danemark Bouge, Paris (2002)
- Arne Jacobsen 100 Years, Maison du Danemark, Paris (2002)
- Young Nordic Design: The Generation X, New York, Washington D.C., Mexico, Helsinki, Berlin, Montréal, Vancouver, Ottawa, Glasgow, Reykjavik (2002)
- Shh…Craft is Golden!, Zona Tortona, Salon international du meuble, Milan (2009)[5]